# Енгвизо (Тренто)
Енгвизо је насеље у Италији у округу Тренто, региону Трентино-Јужни Тирол.
Према процени из 2011. у насељу је живело 270 становника. Насеље се налази на надморској висини од 757 м.